# Georgi Todorov (pesista)
Georgi Vanev Todorov (in bulgaro Георги Ванев Тодоров?; Haskovo, 7 marzo 1960) è un ex pesista bulgaro, bronzo agli europei indoor di Budapest 1988.

## Palmarès
| Anno | Manifestazione  | Sede     | Evento         | Risultato | Prestazione | Note |
| ---- | --------------- | -------- | -------------- | --------- | ----------- | ---- |
| 1983 | Europei indoor  | Budapest | Getto del peso | 9º        | 18,19 m     |      |
| 1984 | Europei indoor  | Göteborg | Getto del peso | 10º       | 18,94 m     |      |
| 1987 | Europei indoor  | Liévin   | Getto del peso | 8º        | 19,07 m     |      |
| 1988 | Europei indoor  | Budapest | Getto del peso | Bronzo    | 19,98 m     |      |
| 1988 | Giochi olimpici | Seul     | Getto del peso | 13º (q)   | 19,68 m     |      |

## Campionati nazionali
- 4 volte campione nazionale del getto del peso (1986, 1987, 1988, 1990)
- 7 volte campione nazionale del getto del peso (1983, 1984, 1985, 1986, 1987, 1988, 1989)